# Rikkert Faneyte
Rikkert Faneyte (Amsterdam, 31 mei 1969) is een Nederlands honkballer.
Faneyte nam namens zijn vaderland tweemaal deel aan de Olympische Spelen in Seoel in 1988 en in 'Sydney 2000' (tweemaal de vijfde plaats). Hij was de achtste Nederlander die een profcontract in de Major League organisatie verdiende in de Verenigde Staten en het tot het hoogste niveau bracht.
Daar werd Faneyte als amateur op 4 juni 1990 gedraft door de San Francisco Giants, die de slagman op 1 december 1995 van de hand deden aan de Texas Rangers. Na ruim een jaar, op 23 december 1996, deed die club hem weer over aan de Cincinnati Reds. Faneyte speelde in vier seizoenen (1993-1996) in totaal tachtig wedstrijden in de Amerikaanse profcompetitie(s). Hij kwam tot 23 honkslagen (.174), scoorde tien punten en bracht negen ploeggenoten over de thuisplaat. Zijn debuut maakte Faneyte op 29 augustus 1993, zijn laatste wedstrijd speelde hij op 29 mei 1996.
Nadien keerde de outfielder/pitcher terug in Nederland bij zijn oude en vertrouwde club Amsterdam Pirates, en werd hij prompt weer opgenomen in de nationale selectie. Met Oranje nam hij deel aan de Olympische Spelen van 2000 in Sydney en won hij de Europese titel in 1987 en 1999. In totaal speelde hij 87 interlands.
Faneyte kwam zijn gehele loopbaan voor de Pirates uit in de hoofdklasse. Na zijn debuut in 1985 won hij met de club uit Amsterdam de landstitel in zowel 1987 als 1990. In het 2008 keerdt Faneyte terug in de hoofdklasse als hoofdcoach van deze zelfde Pirates wat hij twee seizoenen zou doen.